# I. ČLTK Prague Open 2021 - Doppio maschile
Sander Arends e David Pel erano i detentori del titolo, ma hanno scelto di non partecipare a questa edizione del torneo.
In finale Marc Polmans / Serhij Stachovs'kyj hanno sconfitto Ivan Sabanov / Matej Sabanov con il punteggio di 6-3, 6-4.

## Teste di serie
1. Denys Molčanov /  Oleksandr Nedovjesov (quarti di finale)
2. Luis David Martínez /  David Vega Hernández (quarti di finale)

1. Ivan Sabanov /  Matej Sabanov (finale)
2. Andre Begemann /  Daniel Masur (primo turno)

## Wildcard
1. Jiří Lehečka /  Michael Vrbenský (primo turno)
2. Andrew Paulson /  Patrik Rikl (primo turno)

1. Jan Šátral /  Robin Staněk (primo turno)

## Tabellone

### Legenda
| - Q = Qualificato - WC = Wild card - LL = Lucky loser | - ALT = Alternate - SE = Special Exempt - PR = Protected Ranking | - w/o = Walkover - r = Ritirato - d = Squalificato |

|  | Primo turno              | Primo turno                  | Primo turno              | Primo turno | Primo turno |  |  | Quarti di finale  | Quarti di finale             | Quarti di finale             | Quarti di finale         | Quarti di finale         |   |   | Semifinali               | Semifinali                       | Semifinali                       | Semifinali                 | Semifinali                 |   |   | Finale | Finale | Finale | Finale | Finale |  |
|  |                          |                              |                          |             |             |  |  |                   |                              |                              |                          |                          |   |   |                          |                                  |                                  |                            |                            |   |   |        |        |        |        |        |  |
|  | 1                        | D Molčanov O Nedovjesov      | D Molčanov O Nedovjesov  | 6           | 6           |  |  |                   |                              |                              |                          |                          |   |   |                          |                                  |                                  |                            |                            |   |   |        |        |        |        |        |  |
|  |                          | T Griekspoor O Otte          | T Griekspoor O Otte      | 4           | 4           |  |  | 1                 | D Molčanov O Nedovjesov      | 6                            | 1                        | [7]                      |   |   |                          |                                  |                                  |                            |                            |   |   |        |        |        |        |        |  |
|  | D Istomin A Vasileŭski   | D Istomin A Vasileŭski       | 4                        | 6           | [7]         |  |  |                   | M Polmans S Stachovs'kyj     | 3                            | 6                        | [10]                     |   |   |                          |                                  |                                  |                            |                            |   |   |        |        |        |        |        |  |
|  | M Polmans S Stachovs'kyj | M Polmans S Stachovs'kyj     | 6                        | 2           | [10]        |  |  |                   |                              |                              |                          |                          |   |   | M Polmans S Stachovs'kyj | M Polmans S Stachovs'kyj         | M Polmans S Stachovs'kyj         | 6                          | 6                          |   |   |        |        |        |        |        |  |
|  | 4                        | A Begemann D Masur           | 6                        | 3           | 2           |  |  |                   |                              | D Kudla M Schnur             | D Kudla M Schnur         | D Kudla M Schnur         | 1 | 2 |                          |                                  |                                  |                            |                            |   |   |        |        |        |        |        |  |
|  |                          | R Jebavý A Martin            | 3                        | 6           | [10]        |  |  | R Jebavý A Martin | R Jebavý A Martin            | R Jebavý A Martin            | 4                        | 4                        |   |   |                          |                                  |                                  |                            |                            |   |   |        |        |        |        |        |  |
|  | WC                       | J Šátral R Staněk            | 7                        | 3           | [8]         |  |  | D Kudla M Schnur  | D Kudla M Schnur             | D Kudla M Schnur             | 6                        | 6                        |   |   |                          |                                  |                                  |                            |                            |   |   |        |        |        |        |        |  |
|  |                          | D Kudla M Schnur             | 64                       | 6           | [10]        |  |  |                   |                              |                              |                          |                          |   |   |                          | Marc Polmans Serhij Stachovs'kyj | Marc Polmans Serhij Stachovs'kyj | 6                          | 6                          |   |   |        |        |        |        |        |  |
|  | WC                       | J Lehečka M Vrbenský         | J Lehečka M Vrbenský     | 4           | 1           |  |  |                   |                              |                              |                          |                          |   |   |                          |                                  | 3                                | Ivan Sabanov Matej Sabanov | Ivan Sabanov Matej Sabanov | 3 | 4 |        |        |        |        |        |  |
|  |                          | E King H Reese               | E King H Reese           | 6           | 6           |  |  |                   | E King H Reese               | E King H Reese               | 64                       | 5                        |   |   |                          |                                  |                                  |                            |                            |   |   |        |        |        |        |        |  |
|  |                          | S Walków J Zieliński         | 6                        | 3           | [5]         |  |  | 3                 | I Sabanov M Sabanov          | I Sabanov M Sabanov          | 7                        | 7                        |   |   |                          |                                  |                                  |                            |                            |   |   |        |        |        |        |        |  |
|  | 3                        | I Sabanov M Sabanov          | 3                        | 6           | [10]        |  |  |                   |                              |                              |                          |                          |   |   | 3                        | I Sabanov M Sabanov              | I Sabanov M Sabanov              | 6                          | 6                          |   |   |        |        |        |        |        |  |
|  | M Safwat T-S Weissborn   | M Safwat T-S Weissborn       | M Safwat T-S Weissborn   | 4           | 1           |  |  |                   |                              |                              | K Drzewiecki K Majchrzak | K Drzewiecki K Majchrzak | 2 | 2 |                          |                                  |                                  |                            |                            |   |   |        |        |        |        |        |  |
|  | K Drzewiecki K Majchrzak | K Drzewiecki K Majchrzak     | K Drzewiecki K Majchrzak | 6           | 6           |  |  |                   | K Drzewiecki K Majchrzak     | K Drzewiecki K Majchrzak     | 6                        | 7                        |   |   |                          |                                  |                                  |                            |                            |   |   |        |        |        |        |        |  |
|  | WC                       | A Paulson P Rikl             | 7                        | 3           | [5]         |  |  | 2                 | LD Martínez D Vega Hernández | LD Martínez D Vega Hernández | 4                        | 65                       |   |   |                          |                                  |                                  |                            |                            |   |   |        |        |        |        |        |  |
|  | 2                        | LD Martínez D Vega Hernández | 5                        | 6           | [10]        |  |  |                   |                              |                              |                          |                          |   |   |                          |                                  |                                  |                            |                            |   |   |        |        |        |        |        |  |